# Березово (Куртамиський округ)
Бере́зово (рос. Берёзово) — село у складі Куртамиського округу Курганської області, Росія.
Населення — 289 осіб (2010, 408 у 2002).
Національний склад станом на 2002 рік:
- росіяни — 93 %